# Clipeus virtutis

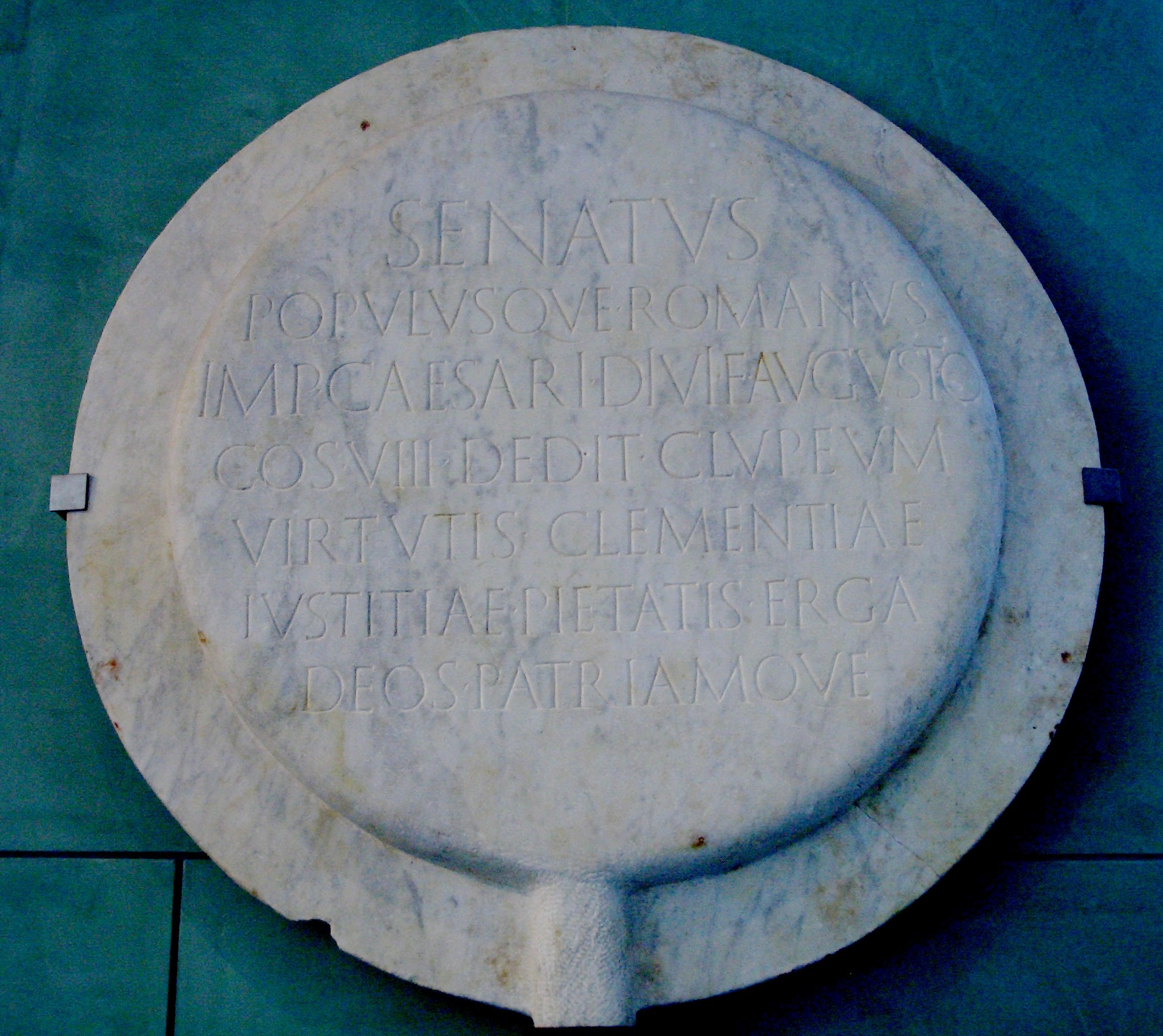
Clipeus virtutis en mármol de Carrara, año 26 a. C., una de las copias del original de oro, que fueron distribuidas por todo el Imperio romano. Musée de l'Arles antique.

El Clipeus virtutis (en español: escudo de la virtud) era un escudo de oro en forma de clípeo, que el Senado romano entregó a Augusto el 27 a. C., probablemente al mismo tiempo que le otorgó el título de Augusto, título honorífico que significaba "salvador de los ciudadanos", por el mérito de restaurar la República, al menos formalmente, y se instaló en la Curia Julia.
En el disco de mármol del Clipeus virtutis de Arlès, que retoma una tradición helenística se puede leer la siguiente inscripción:

SENATVS
POPVLVSQVE ROMANVS
IMP <ERATORE> CAESARI DIVI F<ILIO> AVGVSTO
CO<N>S<ULATO> VIII DEDIT CLVPEVM
VIRTVTIS CLEMENTIAE
IVSTITIAE-PIETATIS-ERGA

DEOS PATRIAMQVE

Que significa: 
"El Senado y el pueblo de Roma/ al emperador Augusto, hijo del divino Julio, / en su octavo consulado, dedicó este Clipeus Virtutis (escudo de la virtud) / por su virtus, clementia (clemencia) , / iustitia (justicia) y pietas ante / los dioses y la patria."
Esta inscripción informa de las celebradas cuatro virtudes de Augusto, el valor, la clemencia, la justicia y la piedad "a la romana", que representan a las virtudes estoicas frente a las antiguas virtudes de fortitudo, iustitia, prudentia y temperantia.
El Clipeus virtutis también fue reproducido en multitud de ocasiones en monedas y camafeos (generalmente asociados con la diosa Victoria, sosteniéndolo con una mano, y a menudo con la inscripción CV). 
En la Res gestae Divi Augusti, Augusto recuerda este suceso:

"Y en la Curia Julia se instaló el dorado clípeo de honor (Clipeus virtutis) que me concedieron el Senado y el pueblo por mi virtus, clementia, iustitia et pietas, tal y como puede leerse en la inscripción del escudo”.